# Baronía de Ayerbe
La Baronía de Ayerbe fue una jurisdicción señorial creada por el rey Jaime I de Aragón para su hijo ilegítimo Pedro de Ayerbe, fruto de su relación con la dama Teresa Gil de Vidaure. La baronía estaba articulada alrededor de la villa de Ayerbe.
La baronía retornó a la Corona de Aragón a la muerte del hijo de Pedro de Ayerbe, Pedro II de Ayerbe.
En 1329, el rey Alfonso IV de Aragón cedió la ciudad a su mujer Leonor de Castilla, cediéndola esta a su hijo, el infante Fernando de Aragón, quien a su vez la vendió en 1360 a Pedro Martínez de Arbea. Este la cedió al lugarteniente general de Aragón Pedro Jordán de Urríes (muerto en 1386). Permaneció desde entonces en manos de los Jordan de Urríes.
En 1720, la baronía fue convertida en el Marquesado de Ayerbe.